# دانشکده مهندسی صنایع دانشگاه علم و صنعت ایران
دانشکدهٔ مهندسی صنایع دانشگاه علم و صنعت ایران که از سال ۱۳۵۲ با تغییر رشته ماشین سازی به مهندسی صنایع در دانشگاه علم و صنعت ایران ایجاد شد، امروز به یکی از اصلی‌ترین دانشکده‌های آموزش مهندسی صنایع در کشور تبدیل شده است.

## مقاطع آموزشی و گرایش‌ها
در حال حاضر وضعیت رشته و گرایش‌های ارائه شده در این دانشکده به شرح زیر است:
- کارشناسی
  - مهندسی صنایع
- کارشناسی ارشد
  - بهینه سازی سیستم ها
  - لجستیک و زنجیره تامین
  - سیستم های کلان
  - سیستم های اطلاعاتی
  - مدیریت مهندسی
  - مدیریت پروژه
  - مهندسی مالی
  - مهندسی حمل و نقل ریلی
  - مدیریت سیستم و بهره‌وری
  - مهندسی فناوری اطلاعات - تجارت الکترونیک
- دکترا
  - مهندسی صنایع
  - مهندسی سیستمهای اقتصادی اجتماعی
  - مدیریت سیستم و بهره‌وری
  - مهندسی فناوری اطلاعات - تجارت الکترونیک

## فضاهای پژوهشی و تحقیقاتی
- کارگاه جوشکاری
- کارگاه ماشین‌افزار
- کارگاه ماشین‌افزار پیشرفته
- آزمایشگاه سیستمهای مدرن تولیدی
- آزمایشگاه جوش پیشرفته
- آزمایشگاه ارزیابی کار و زمان
- آزمایشگاه اندازه‌گیری دقیق
- آزمایشگاه فناوری‌های اطلاعاتی و نوین
- آزمایشگاه ایمنی صنعتی
- چندین سالن کنفرانس و دفاعیه
- چندین سایت کامپیوتر

## نگارخانه

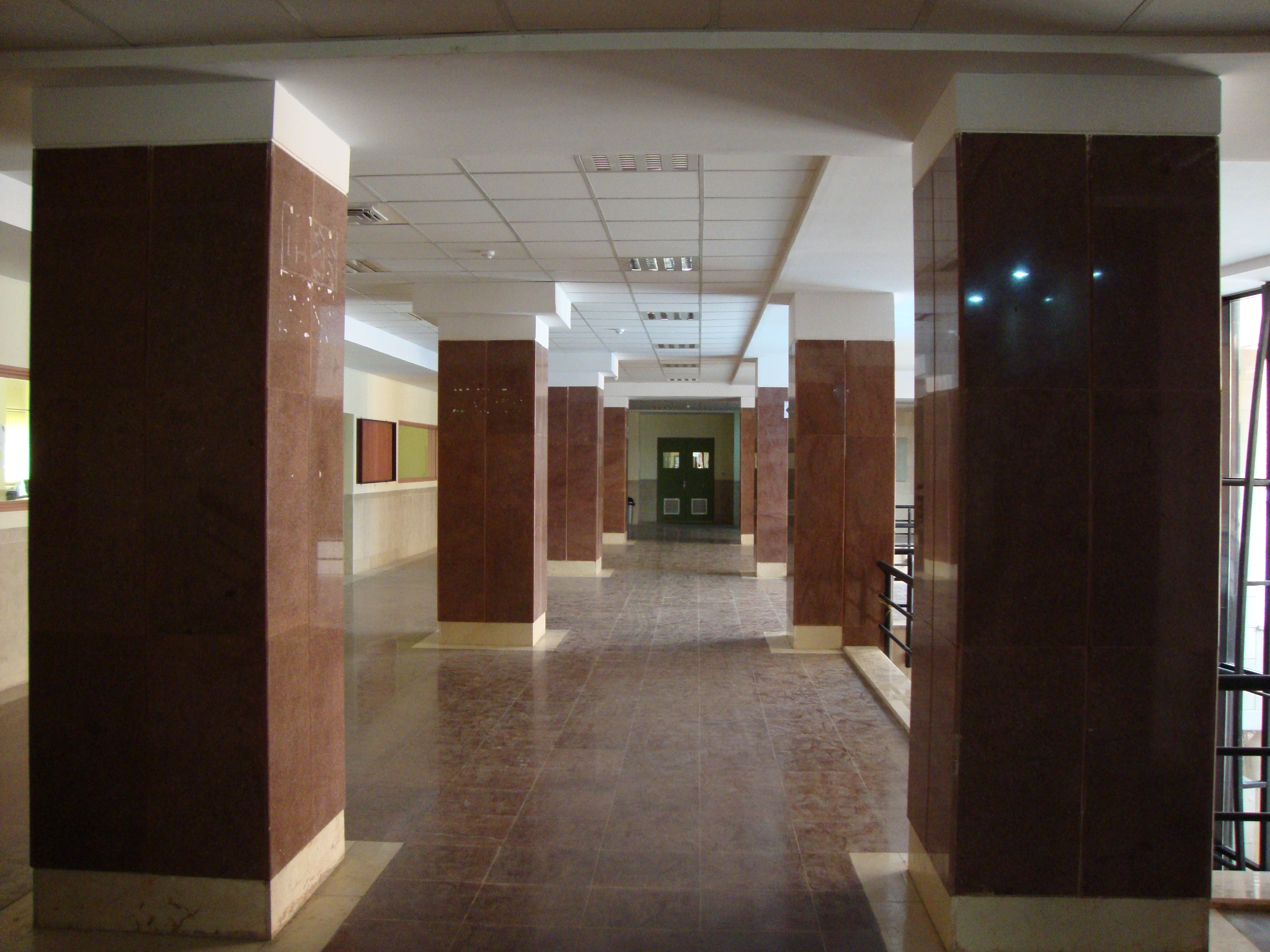
نمای درونی دانشکدهٔ مهندسی صنایع دانشگاه علم و صنعت ایران